# 魏畮先
魏畮先，湖南衡阳人，是一名清朝政治人物。附生出身。
魏畮先曾于1874年接替曾绍传任嘉定县知县一职，1875年由周邦庆接任。